# Eartham Pit
Eartham Pit, près de Boxgrove, est une carrière de gravier du Sussex de l'Ouest, dans le sud de l'Angleterre, où on a découvert depuis 1982 de nombreux vestiges préhistoriques du Pléistocène moyen, datés d'environ 500 000 ans, incluant un tibia partiel et deux dents humaines, attribués à l'espèce éteinte Homo heidelbergensis, et une vaste collection d'outils lithiques de type acheuléen.

## Description
Amey's Eartham Pit se trouve sur la commune d'Eartham, près du village de Boxgrove. C'est le nom d'origine du site archéologique de Boxgrove, dans le comté du Sussex de l'Ouest, en Angleterre. Cette ancienne carrière de sable et de gravier est aujourd'hui largement comblée. Une partie du site a été classée Site d'Intérêt Scientifique Spécial (SISS) en 1997.
Le site se trouve dans une zone constituée d'une ancienne falaise de craie aujourd'hui enterrée qui surplombait une plaine côtière s'étendant sur environ 1 km vers le sud jusqu'à la mer.
Il s'agit d'un site majeur en raison du degré de préservation de l'ancien paysage préhistorique, qui s'étend au-delà de la carrière sur une largeur de plus de 26 km, de son énorme quantité de fossiles d'animaux bien préservés, ses nombreux outils en silex, et ses fossiles humains qui figurent parmi les plus anciens d'Europe du nord. Plusieurs des ossements fossiles d'animaux sont les plus anciens spécimens de leur espèce trouvés à ce jour, comme l'os d'aile du grand Pingouin trouvé sur le site en 1989.  La combinaison des fossiles, des outils de pierre, et de la géologie du site donne une image très complète de la plaine côtière telle qu'elle existait il y a un demi-million d'années.

## Historique
Des parties du site furent fouillées entre 1982 et 1996 par une équipe dirigée par Mark Roberts de l'Institut d'Archéologie de l'University College de Londres. Mark Roberts est ensuite devenu le directeur du projet Boxgrove.
Quand les fouilles démarrèrent en 1982, des outils en silex vieux de 500 000 ans furent découverts, qui étaient à l'époque la trace humaine la plus ancienne jamais découverte au Royaume-Uni.
En 2005, des outils en silex vieux de 700 000 ans furent découverts à Pakefield, et en 2010 d'environ 900 000 ans à Happisburgh. Cependant Boxgrove reste un site préhistorique d'importance majeure grâce à la découverte en 1994 et 1995 de fossiles humains datés de 500 000 ans, qui restent les plus vieux fossiles humains découverts à ce jour au Royaume-Uni.

## Paléontologie

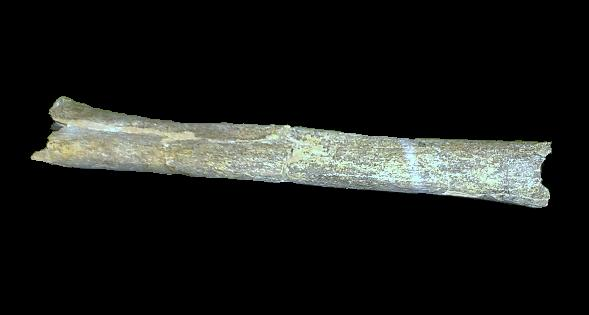
Le tibia de Boxgrove

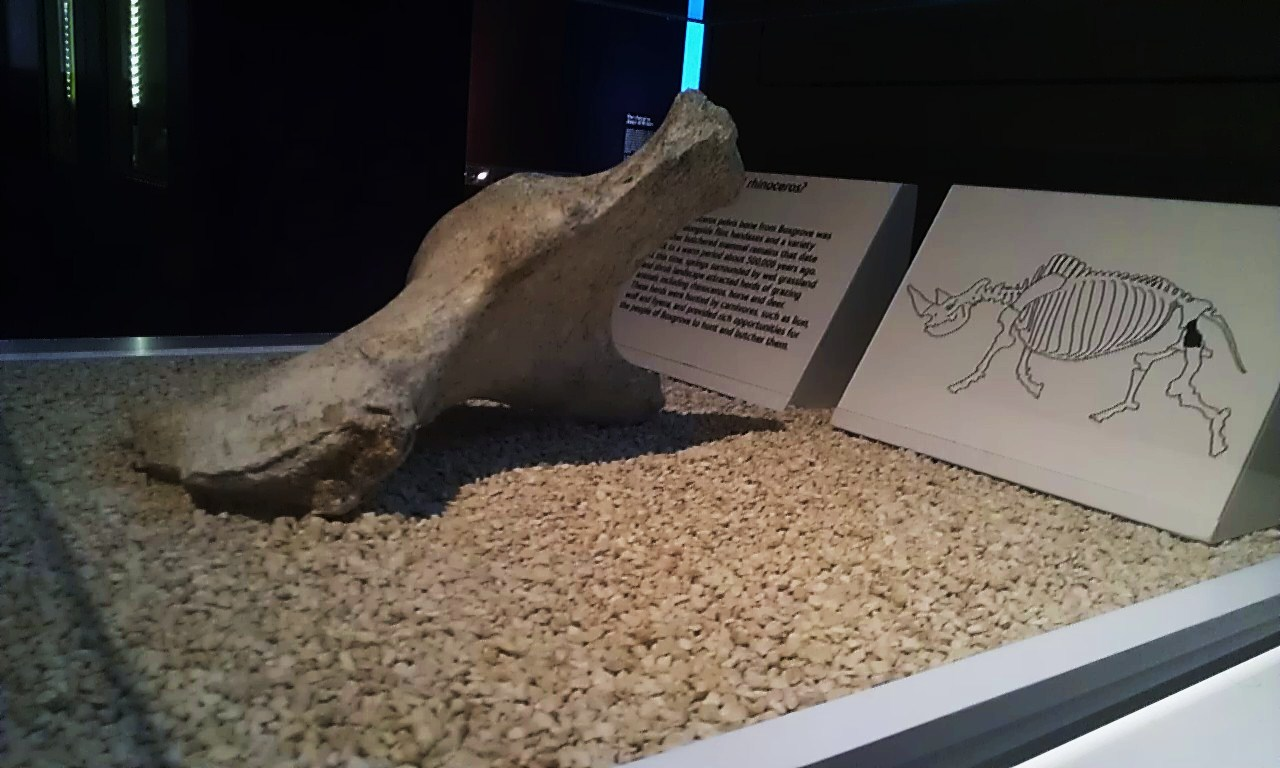
Un os de rhinocéros découpé trouvé sur le site

Le premier fossile humain a été trouvé sur le site en 1994 : le tibia partiel d'un homme d'une taille estimée à 1,80 m et d'un poids d'environ 80 kg. Attribué à l'espèce Homo heidelbergensis, il s'agit du seul vestige postcrânien de cette espèce trouvé à ce jour en Europe du nord. Les deux extrémités de l'os ont été mâchées, peut-être par un loup, suggérant que les hommes de Boxgrove étaient parfois la proie de carnivores.
En 1995, on a trouvé deux incisives d'un autre individu, attribuées à la même espèce. Elles montrent les traces d'une maladie parodontale sévère et des marques de rayures, que l'on pense dues à l'usage d'outils en silex près de la bouche plutôt que comme une trace de cannibalisme.

## Archéologie
De nombreux outils en silex acheuléens et restes d'animauxs datés d'environ 500 000 ans ont été trouvés sur le site. On a relevé sur certains os des marques de découpe, et certains outils portent des traces de boucherie, indiquant que le site était utilisé pour découper la viande. Les hommes de cette époque vivaient avec une grande variété d'animaux dont on a retrouvé les fossiles, incluant lions, ours, rhinocéros, et cerfs géants, ainsi que de nombreux animaux plus petits comme des grenouilles, campagnols, et autres oiseaux. La comparaison avec des exemples ethnographiques et expérimentaux de découpe de la viande avec des outils de pierre a montré que le gibier à Boxgrove était découpé avec soin, et il est probable que la grande variété d'animaux dans la région attirait les chasseurs. Les preuves de chasse demeurent cependant maigres, avec seulement une omoplate de cheval présentant un trou semi-circulaire, interprété comme la marque d'un impact de projectile. On n'a trouvé aucun réel équipement de chasse.
En 2020, des archéologues estiment avoir identifié à Eartham Pit les premiers outils en os connus dans les archives archéologiques européennes. Ils sont issus d'un cheval que les humains avaient abattu pour sa viande. Le cheval fournissait davantage que de la nourriture. L'analyse des os par Simon Parfitt de l'Institut d'archéologie de l'University College de Londres (UCL) et par le Dr Silvia Bello du Musée d'histoire naturelle de Londres, a révélé que plusieurs os avaient été utilisés comme outils appelés retouchoirs. Ces premiers outils non en pierre auraient été essentiels, selon Simon Parfitt, pour produire des couteaux en silex finement fabriqués, grâce à la technique de percussion directe au percuteur tendre. 
Des émiettements de pierre en tas autour de l'animal suggèrent qu'au moins huit personnes fabriquaient de grands couteaux en silex pour le travail. Les chercheurs pensent que d'autres membres du groupe - qui aurait pu compter 30 à 40 personnes - étaient à proximité. Ils auraient peut-être rejoint l'équipe de chasse pour désosser la carcasse du cheval.

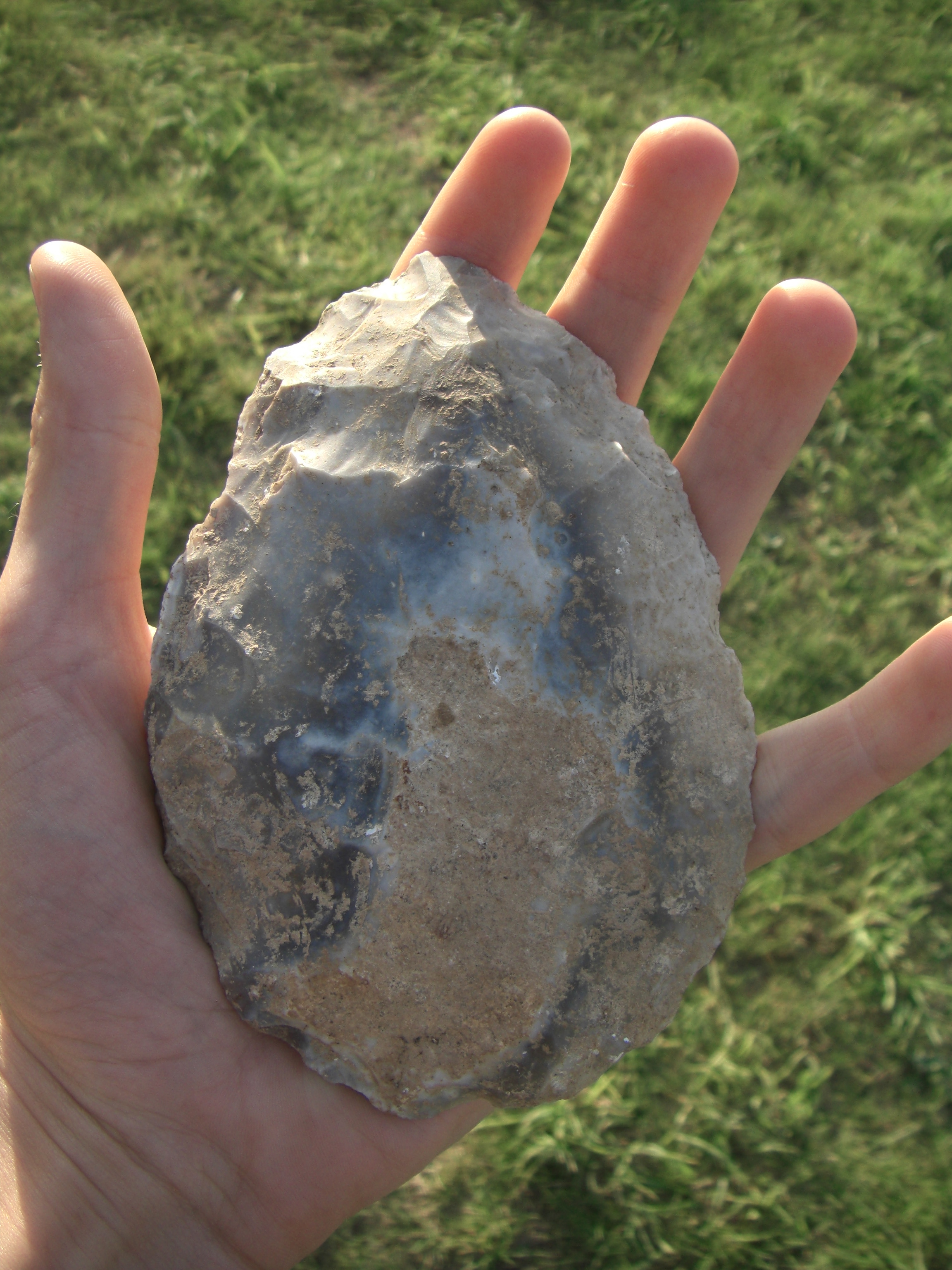
L'un des centaines de bifaces trouvés sur le site
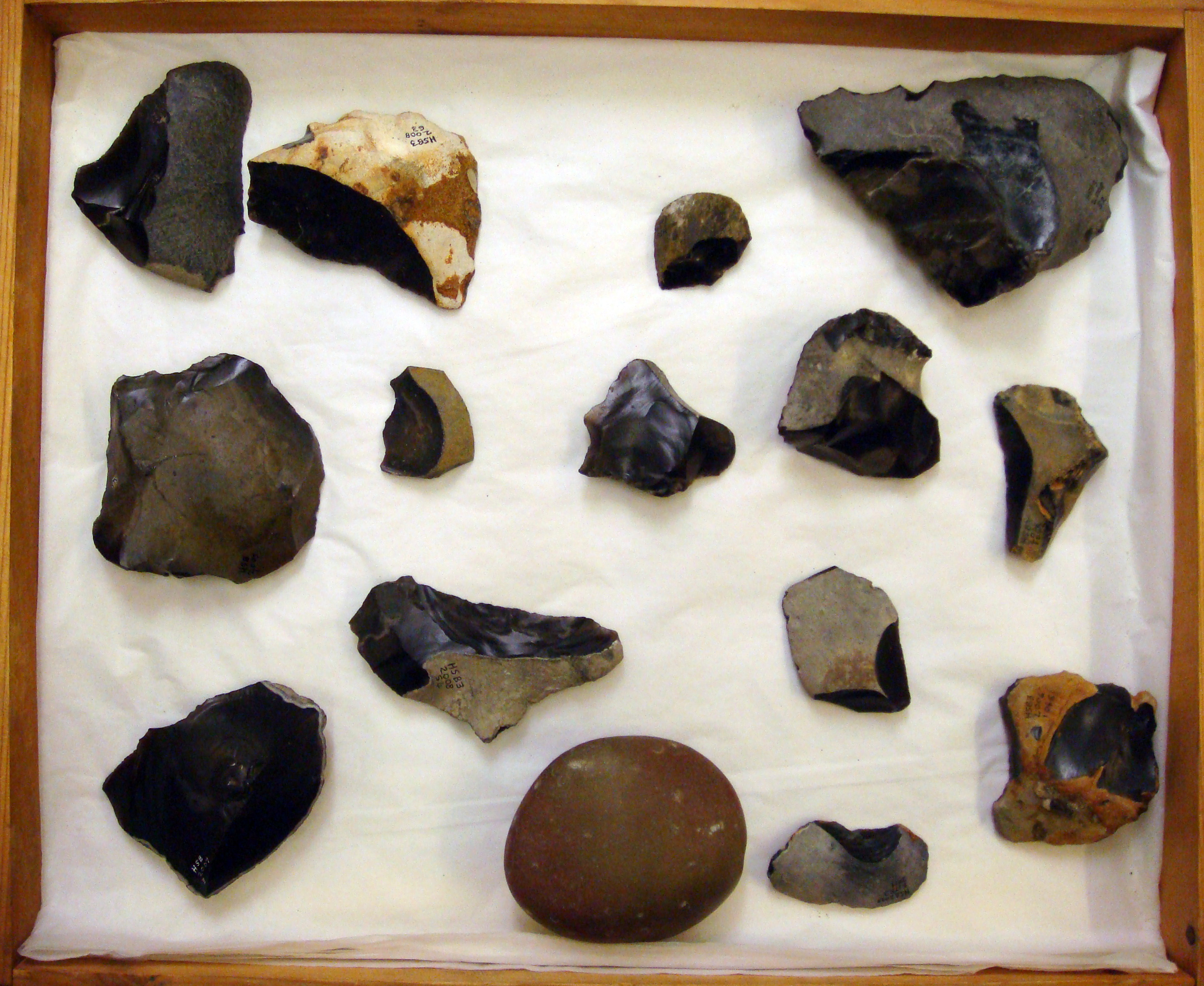
Échantillon d'outils en silex de Boxgrove (non exposés) au British Museum
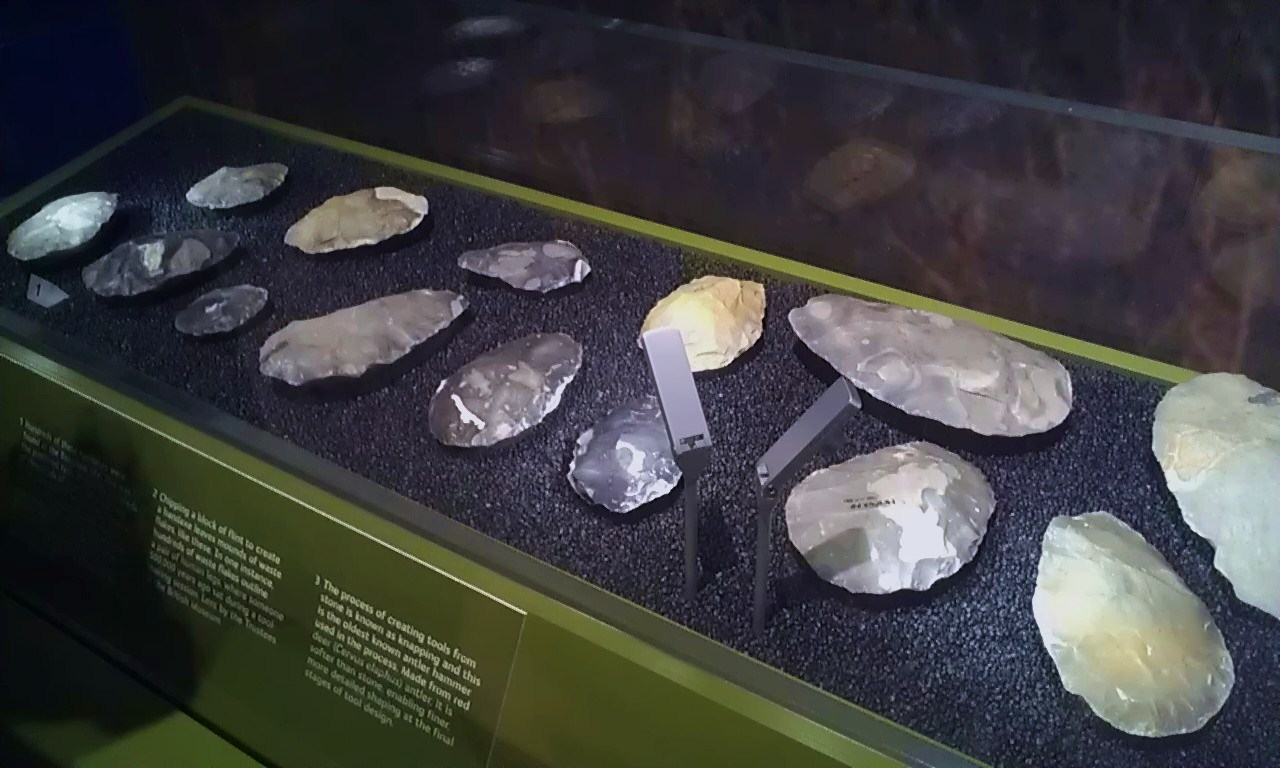
Sélection d'outils lithiques de Boxgrove exposés au Musée d'histoire naturelle de Londres

## Conservation
En 2003, l'organisme English Heritage annonça qu'il allait acquérir la carrière ouest (appelée Carrière 1) pour assurer la préservation du site.